# راؤول إتورياجا
راؤول إتورياجا (بالإسبانية: Raúl Iturriaga Neumann)‏ (و. 1938 – م) هو عسكري محترف من تشيلي .
ويحمل رتبة عسكرية فريق أول .

## التعليم
تعلم في مدرسة الأمريكيتين.